# Hellraiser: Judgment
Hellraiser: Judgment è un film del 2018 diretto da Gary J. Tunnicliffe.
È il decimo capitolo della saga di Hellraiser con protagonista il cenobita Pinhead e la misteriosa Scatola di Lemarchand. 
Per la prima volta nella saga, accanto ai consueti Cenobiti, compaiono sia l'Inquisizione dello Stige dell'Inferno sia un arcangelo del Paradiso.

## Trama
USA. Il pedofilo Karl Watkins viene attirato in una casa abbandonata al n° 55 di Ludovico St., sede dell'Inquisizione dello Stige, dove viene prima interrogato sulle sue azioni da un Auditor ("The Auditor") che collabora col Cenobita Pinhead, poi giudicato da un Valutatore ("The Assessor") e tre Giurate e, ritenuto colpevole, viene mondato da tre "Ripulitrici" e, infine, giustiziato dal "Chirurgo" e dal "Macellaio".
Tempo dopo, i fratelli detective Sean e David Carter stanno indagando su una serie di efferati omicidi commessi dal serial killer "il Precettore" ("Preceptor"), che punisce le sue vittime seguendo i Dieci comandamenti, quando vengono affiancati dalla Det. Christine Egerton. 
Sean, maggiormente coinvolto nel caso, finisce, seguendo una pista da solo, nella casa in cui è morto Watkins ma, dopo esser stato interrogato dall'auditor sulle sue azioni (è un veterano con un PTSD e un passato da alcolista), viene salvato dalla arcangelo Jofiele che intima Pinhead di lasciarlo andare proprio poco prima che venga emesso il verdetto; è così che Sean se ne va portando con sé una delle Scatole di Lemarchand presenti nella camera dell'interrogatorio, salvo tornare poche ore dopo col fratello per una retata ma trovando la casa completamente deserta.
Mentre Sean viene tormentato da incubi e visioni sui Cenobiti e David, scoperto casualmente che Sean ha segnato due versi del romanzo Racconto di due città di Charles Dickens usati anche dal Precettore, parla con Christine che gli rivela di esser stata affiancata a loro per valutare il comportamento di Sean, il medico legale Dr. Hodges informa i detective di esser riuscito a risalire al luogo dell’omicidio dell’ultima vittima, Crystal Lanning, grazie al GPS del cellulare della ragazza.
È così che Sean e Christine si recano sul luogo, un magazzino in disuso pieno di foto delle vittime, e qui Christine, dopo aver visto che la foto delle prossime vittime raffigura David a letto con Alison (la moglie di Sean), capisce che il Precettore altri non è che lo stesso Sean che, così, la tramortisce colpendola ripetutamente col calcio della pistola. Insospettitosi dalle parole profetiche spesso usate dal fratello, anche David arriva al magazzino dove Sean, tenendoli sotto tiro, obbliga lui ed Alison, attirata con l'inganno, ad aprire la Scatola di Lemarchand.
Evocati Pinhead e l'auditor dell'Inquisizione dello Stige, Sean propone loro uno scambio: l'anima di David ed Alison in cambio della sua. Pinhead però gli rivela che le anime dei due fedifraghi verranno prese perché hanno aperto la Scatola, ma che la sua di anima non è negoziabile perché ha commesso talmente tante atrocità da far star male persino coloro che dovevano giudicarlo; è così che Pinhead, dopo avere uncinato e portato via David e Alison, si appresta a prendere anche Sean ma appare nuovamente Jofiele che gli intima, se non vuole patire grandi sofferenze, di liberare l'uomo giacché, nonostante gli atti malvagi commessi e per i quali non verrà certo perdonato, rientra in un disegno divino più grande che si basa sul fatto che il bene non esisterebbe senza il male.
Pinhead obbedisce ma, appena viene rimandato nel magazzino, Sean viene freddato da Christine che, tornata cosciente, gli spara; è così che Jofiele, intuito di essere stata ingannata da Pinhead che, oltre a conosce il comportamento umano molto meglio di lei, non ha certo paura della sofferenza, promette al demone che subirà la vendetta divina per poi venir uncinata e squartata dai ganci del Cenobita. 
In effetti, la vendetta divina non tarda ad arrivare e si manifesta con l'espulsione di Pinhead dall'Inferno e il suo ritorno alla vita terrena da comune mortale con tutto il bagaglio dei sentimenti umani, una sofferenza che nemmeno lui è pronto a sopportare. 
scena post credit: Hannover (Germania), tempo dopo. Due mormoni che fanno proselitismo vengono attirati in una casa da un inquisitore dello Stige.

## Produzione

### Sviluppo
Gary J. Tunnicliffe, già impegnato nella creazione degli effetti speciali di Hellraiser III (1992) ed Hellraiser - La stirpe maledetta (1996), propose nel 1996 un nuovo capitolo della saga intitolato Holy War al produttore esecutivo della Dimension Films Bob Weinstein. Una scena iniziale del film prevedeva un prete alla ricerca di una via per il paradiso attraverso la sofferenza. Tunnicliffe continuò a curare gli effetti speciali della saga fino a Hellraiser: Hellworld (2005) e, nel 2011, al fine permettere alla casa di produzione di mantenere i diritti su Hellraiser, ricevette dalla Dimension Films l'opportunità di scrivere e dirigere un sequel; fu così che Tunnicliffe scrisse la sceneggiatura di Hellraiser: Revelations ma non poté dirigere il film in quanto allora era già impegnato nella creazione degli effetti speciali di Scream 4.
Subito dopo Hellraiser: Revelations, Tunnicliffe concepì la prima idea di Hellraiser: Judgment ma, pensando di non potere dirigere un nuovo capitolo della saga, rimosse gli elementi classici di Hellraiser tentando di fare un film indipendente. Gli mancò però il necessario supporto finanziario e non fu utile nemmeno una campagna su Kickstarter avviata nel 2013. Nel 2016, con l'approssimarsi di una nuova scadenza della durata dei diritti, la Dimension Films offrì a Tunnicliffe nuovamente l'opportunità di scrivere e dirigere Hellraiser: Judgment ma la sua sceneggiatura fu respinta tre volte dalla casa produttrice così Tunnicliffe propose una sceneggiatura alternativa di un film che si sarebbe dovuto intitolare Into Darkness o Enter Darkness e ambientato in un ospedale psichiatrico. Sebbene la casa produttrice approvò quest'ultimo film, Tunnicliffe riscrisse Hellraiser: Judgment e lo presentò con la clausola che, in caso di un'ulteriore bocciatura, avrebbe diretto Into Darkness senza essere pagato. Alla fine la Dimension Films diede il suo consenso a Hellraiser: Judgment, imponendo però ulteriori modifiche al film.

### Interpreti
- Il regista Gary J. Tunnicliffe interpreta il ruolo dell'Auditor dell'Inquisizione dello Stige.
- Sebben il regista volesse il ritorno di Doug Bradley nel ruolo di Pinhead, Bradley rifiutò perché insoddisfatto della qualità della trama e indispettito dalla clausola che imponeva una penale milionaria nel caso avesse spoilerato la sceneggiatura[6], così la parte fu assegnata a Paul T. Taylor che, inizialmente, aveva sostenuto il provino per il ruolo dell'auditor[7]; Taylor, al fine di avere un tono di voce il più rauco possibile, iniziò a fumare tantissime sigarette e, per acquisire una maggiore confidenza in se stesso, incominciò a camminare per strada a tarda notte in un'area ad alta densità criminale[8], inoltre, per accentuare il carattere british di Pinhead, l'attore, sebbene sia statunitense, si sforzò al massimo per recitare usando un accento britannico. A detta di Taylor stesso, la maschera che gli fu create, e che copriva interamente la sua testa tranne le orecchie, nonché il costume erano estremamente scomodi ma lui sfruttò il suo disagio integrandolo nell'interpretazione del sadomasochista[9].
- Mike J. Regan riprese il ruolo di Chatterer.
- La stordida padrona di casa di Watkins viene interpretata da Heather Langenkamp, famosa per la saga di Nightmare.
- L'attore e regista John Gulager interpreta il ruolo del Valutatore dell'Inquisizione dello Stige.

### Riprese e montaggio
Con un budget relativamente basso di 300.000$, il film è stato girato in Oklahoma in sole tre settimane (senza mai dover superare le tredici ore massime di lavoro al giorno) e altre tre settimane sono state dedicate al montaggio; nella fase di post-produzione si è posta enfasi sulla distinzione dei diversi domini usando il blu per i Cenobiti, il giallo per l'Inquisizione dello Stige e il bianco per la arcangelo Jofiele.
Le riprese di Hellraiser: Judgment si sono svolte nello stesso periodo e luogo di un altro film prodotto da Michael Leahy e diretto da John Gulager, Children of the Corn: Runaway.
Alcune scene del film con contenuti sessuali o violenti sono state ritenute troppo estreme dalla casa di produzione e rimosse; tra le parti tagliate figurano: parte della "ripulitura" e dello scuoiamento di Watkins, parte del rapporto sessuale tra Sean ed Alison (es.: una fellatio praticata da Alison a Sean che poi vede David alle sue spalle), le visioni di Sean sull'inferno e un threesome tra Alison e due uomini con maschere da maiali.
In base all'idea originale, le tre giurate dovevano mangiare, e non solo vagliare, le pagine rigurgitate dal valutatore prima di emanare il verdetto ma la cosa è stata ritenuta troppo forte.

### Effetti speciali
La rappresentazione di Pinhead fatta da Paul T. Taylor è stata intesa più scarna e seria e priva delle brevi battute iconiche che hanno caratterizzato i primi film. Ciò è stato incorporato nel trucco e nei costumi, con spilli argentati più lunghi, tagli più profondi, occhi completamente neri, e un vestiario più viscerale e lucido. Alcuni tagli a forma di griglia sono stati rivisti e modificati, rimuovendo un quadrato da ciascun lato della sua mandibola e aggiungendone uno dietro la sua testa. La carne esposta sul suo petto è stata fatta a forma di rombo in onore del Leviatano, il dio adorato dai Cenobiti. L'abbigliamento originale del personaggio è stato rimpiazzato con una veste logora a cui è stata inserita una cotta di maglia da macellaio. Nel costume è stato integrato anche un omaggio al simbolismo dell'Occhio di Agamotto che si rifà al Dottor Strange. Tutti gli strumenti e le armi, che tendono a incastrarsi nelle vesti sul set, sono stati rimpiazzati da un utensile aerodinamico per la scuoiatura.
Le lacerazioni autoinflitte sul viso dell'Auditor dell'Inquisizione dello Stige, interpretato da Gary J. Tunnicliffe, sono state concepite in modo meno modellato e più caotico rispetto a quelle dei più ordinati Cenobiti. Le posizioni dei tagli facciali sono state prese in prestito da un precedente modello per Pinhead, creato da Tunnicliffe per un ipotetico remake di Hellraiser che avrebbe dovuto essere stato diretto dal regista francese Pascal Laugier ma che alla fine fu cancellato. Una camicia macchiata di sangue e un abito logoro a due pezzi coprono i tagli sul corpo dell'Auditor mentre simboli religiosi, implicitamente strappati dal collo dei colpevoli, sono posti sul braccialetto del suo polso destro e gli occhiali neri trasmettono l'impressione di occhi privi di anima. 
Per quel che riguarda la qualità delle scene di sangue, Tunnicliffe ha affermato: «Non credo sia tanto la quantità di sangue ma più la natura degli effetti, il contenuto e il contesto». Taylor ha paragonato il film con la serie di Saw, parlando della presenza di elementi che si rifanno al torture porn. Successivamente ha chiarito il suo discorso affermando che il sangue è stato utilizzato in modo creativo e fatto in modo stupendo, senza essere pura masturbazione.

## Distribuzione
L'uscita di Hellraiser: Judgment era stata inizialmente programmata nel 2017. L'attore Paul T. Taylor, che ha vestito i panni di Pinhead nel film, ha dichiarato in un'intervista che probabilmente la casa di produzione era molto più interessata al mantenimento dei diritti piuttosto che alla saga stessa, affermando che la necessità di denaro, dopo compromissione finanziaria dovuta allo scoppio del caso Harvey Weinstein, può avere influito sulla decisione di fare uscire il film.
Il film è stato distribuito il 13 febbraio 2018 da Lionsgate in home video.

## Accoglienza
Hellraiser: Judgment è stato accolto più favorevolmente dalla critica rispetto ai suoi predecessori direct-to-video. Sul sito aggregatore Rotten Tomatoes il film ha ottenuto il 50% delle recensioni professionali positive, con un voto medio di 4,81 su 10 basato su 8 critiche. 
Haleigh Foutch di Collider ha definito il film «un rinfrescante cambio di passo» rispetto ai precedenti sequel, ha elogiato il tentativo del film di espandere il suo universo invece di copiare cose già fatte precedentemente, ritenendo però trascurata la sua realizzazione a causa di un basso budget e un dramma umano pedestre, e ha esaltato gli effetti speciali e le immagini surreali, anche se, a suo avviso, il prodotto finale non è all'altezza delle sue ambizioni. 
Per Luke Y. Thompson, critico di Forbes, Hellraiser: Judgment è il miglior sequel direct-to-video, integrando le scene della Terra e dell'Inferno più efficacemente rispetto ai precedenti sequel; il critico ha pure elogiato la mitologia aggiuntiva definendola: «il miglior tentativo fin dai primi film cinematografici che risentivano dell'influsso di Clive Barker di trasmettere una cosmologia coerente». Criticando l'alto prezzo per il noleggio, tuttavia Thompson giudica il film un must rent per tutti gli appassionati della saga.
Brad Miska di Bloody Disgusting ha definito il film come il più autentico Hellraiser dopo La stirpe maledetta. Dopo le scene che aprono il film, a suo avviso, risulta chiaro che Hellraiser: Judgment si rivolge solamente ai fan di Hellraiser trascurando completamente il pubblico mainstream. Continuando nella sua analisi, dice che il film si sviluppa quindi in una parodia di Saw; egli constata che la mancanza di risorse traspare dallo schermo, aggiungendo però al film un fascino grottesco. 
Steve Barton di Dread Central ha dato al film una valutazione di 2,8 su 5 sostenendo che Hellraiser: Judgment è veramente buono, tutta la recitazione è solida così come la storia. Pinhead è onnipresente e Taylor non delude le aspettative, pur non raggiungendo i livelli dei classici film di Hellraiser questo capitolo consegna una visione piuttosto impressionante che sembra tanto nuova quanto familiare.
William Bibbiani di IGN crede che questo film sia uno dei migliori tra i direct-to-video di Hellraiser, notando però che riflette maggiormente della scarsa qualità rispetto ai suoi predecessori: «Le immagini sono paurose e il ritmo è vivace, ma la storia è una copia esatta di altri thriller sui serial killer e le nuove aggiunte alla mitologia di Hellraiser privano i Cenobiti del loro fascino deviato e della minaccia che pongono dall'altro mondo». 
Matt Donato di We Got This Covered ha dato 2 stelle su 5 al film, giudicando generici gli elementi della procedura di polizia e inadeguati gli effetti speciali truculenti e gli elementi infernali; secondo lui il film è uno dei meno riusciti e più "usa e getta" della serie. 
Scott Wampler di Birth.Movies.Death ha criticato aspramente gli attori, la storia, e le scarse apparizioni concesse a Pinhead, dicendo tuttavia di essere curioso di vedere cosa potrebbe fare Tunnicliffe con un budget decente o meno intromissioni da parte dei detentori dei diritti.

## Sequel
Durante il periodo in cui è uscito il film il regista Tunnicliffe ha affermato di non avere alcuna idea di un sequel o spin-off. Nonostante ciò ha parlato di alcune novità che potrebbe essere interessante inserire nella serie, tra cui l'arrivo di un nuovo capo dei Cenobiti. Quest'ultimo non svolgerebbe al meglio il suo lavoro, mentre nel frattempo l'auditor cerca di aiutare Pinhead, rispedito sulla Terra da comune mortale alla fine di Hellraiser: Judgment, a tornare nuovamente in carica. Avrà quindi luogo una lotta tra "sacerdoti dell'inferno".
In un'intervista a Bloody Disgusting nell'agosto 2020, Tunnicliffe ha delineato la sua idea per un sequel. Una famiglia, con marito e moglie in crisi di coppia, si trasferisce nella città di Judgment, che si rivelerà essere in realtà una casa gigante dell'Inquisizione dello Stige. Nel sequel l'Inquisizione dello Stige sarà maggiormente coinvolta e si scoprirà che in tutto il mondo si trovano sparsi auditor e case in cui vengono attirati i loro prigionieri. Il nuovo capo dell'Ordine del Gash entra in contrasto con l'auditor, il quale cerca di riportare in carica Pinhead che rispedito sulla Terra si trova a vagabondare.